# Kärla (commune)
Kärla (en estonien : Kärla vald) est une ancienne municipalité rurale du Comté de Saare en Estonie. Elle s'étendait sur une superficie de 217,87 km2. 
Sa population était de 1 536 habitants(01/01/2012).
Le 12 décembre 2014, elle est intégrée dans la Commune de Lääne-Saare.

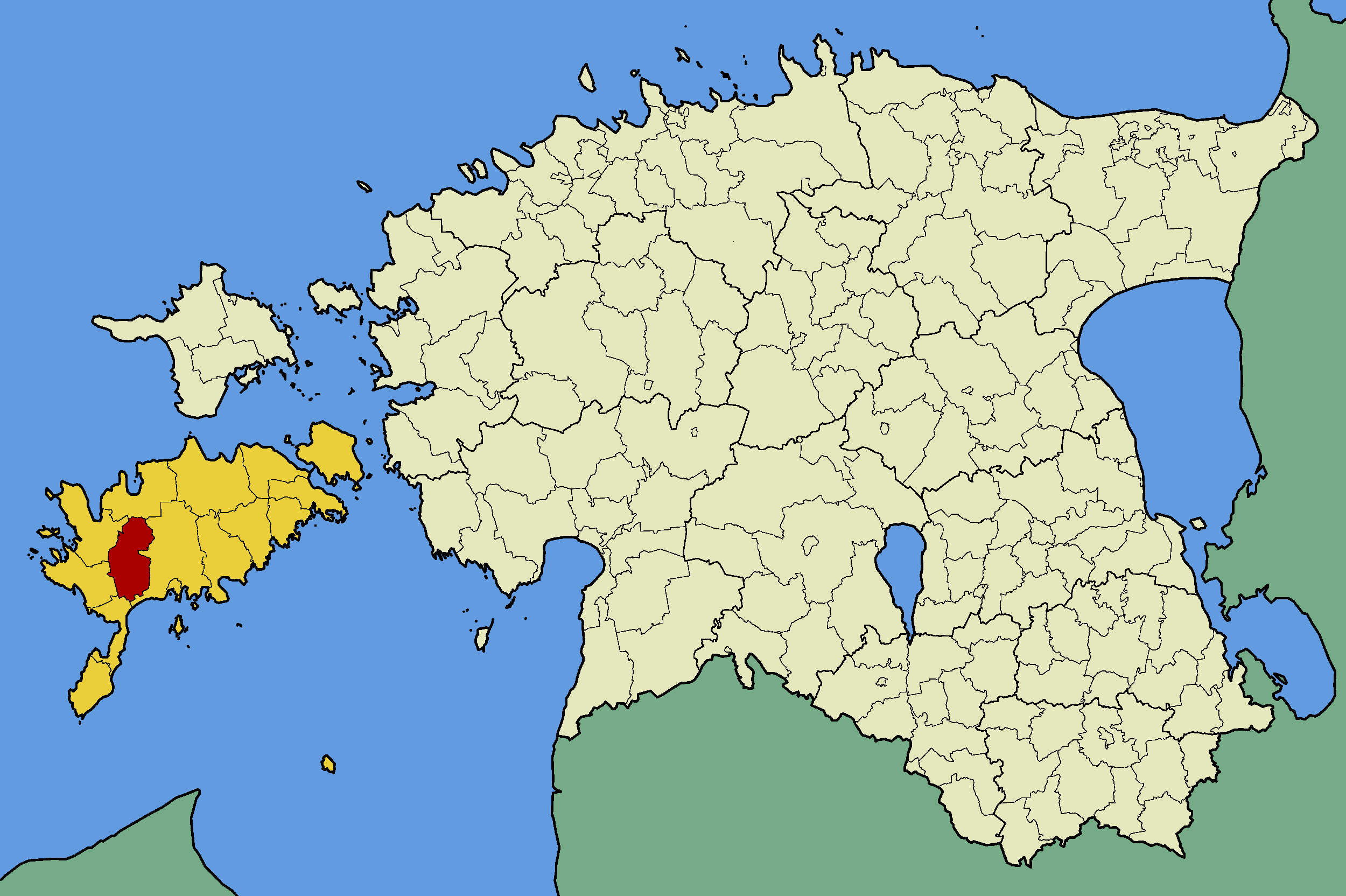
Commune de Kärla (en rouge) dans le Comté de Saare (en jaune).

## Municipalité
La commune comprenait 1 bourg et 22 villages:

### Bourg
Kärla.

### Villages
Anepesa, Arandi, Hirmuste, Jõempa, Kandla, Karida, Kirikuküla, Kogula, Kulli, Kuuse, Kõrkküla, Käesla, Mõnnuste, Mätasselja, Nõmpa, Paevere, Paiküla, Sauvere, Sõmera, Ulje, Vendise, Vennati